# Бет Шмуэль
Бет Шмуэль (англ. Beth Shmuel), или Община кубинских евреев Майами (англ. Cuban Hebrew Congregation of Miami) — синагога на Норт-Мичиган-авеню в городе Майами-Бич, в штате Флорида в США. Численность прихожан на 2023 год составляла около 1500 человек. С 2021 года синагогой руководит раввин Габи Олекснянски .
Прихожанами храма, главным образом, являются евреи-ашкеназы, эмигрировавшие с Кубы. Около 94% евреев Кубы бежали с острова после революции 1959 года.

## История
Синагога была основана в 1961 году Феликсом Рейлером, Оскаром Уайтом и Бернардо Бенешем. В 1975 году было открыто современное здание храма на Норт-Мичиган-авеню под номером 1700. В 1982 году оно было расширено. С 2004 года при храме действует монтессори-школа имени Эстреллы и Элиаса Пастернаков. Храм носит имя Шмуэля Шехтера, отца еврейского филантропа Джека Честера.

## Описание
Синагога была спроектирована архитектором Оскаром Скляром в стиле неоэкспрессионизма. Витражи на фасаде здания, который стилизован под нагрудник первосвященника с двенадцатью драгоценными камнями, разработала Инге Папе Трамплер. Сами витражи символизируют двенадцать колен Израиля. Художница Наоми Зигман является автором подсвечников рядом с вимой.